# Prieuré de Cours
Le prieuré de Cours est un ancien prieuré de Prémontrés situé à Cours, hameau dépendant de la commune de Grimault, dans le département de l'Yonne, en France.

## Localisation
Le prieuré se trouve route de Noyers à la sortie nord du hameau de Cours.

## Description
Le logis d’habitation, les granges, l'écurie et la chapelle sont articulés autour de deux cours. 
Certaines parties de la chapelle datent du XIIe siècle et du XIIIe siècle. Des restes de peintures murales du XVIe siècle ont été découverts à la fin du XXe siècle.

## Historique
Le prieuré est vendu comme bien national à la Révolution. Il devient une exploitation agricole familiale et la petite chapelle est transformée en écurie.
Les sœurs de la congrégation des bénédictines de Sainte Bathilde (congrégation fondée dans la famille bénédictine en 1921, dont la maison-mère est à Vanves) achètent les bâtiments en 1965, pour en faire un lieu de retraite et de repos pour la congrégation. La chapelle est de nouveau consacrée. Mais le manque de vocation en France oblige les religieuses à vendre le prieuré en novembre 2012. Il ne restait plus au prieuré qu'une religieuse de 91 ans.
La chapelle et l'une des deux granges sont inscrites au titre des monuments historiques en 1994.

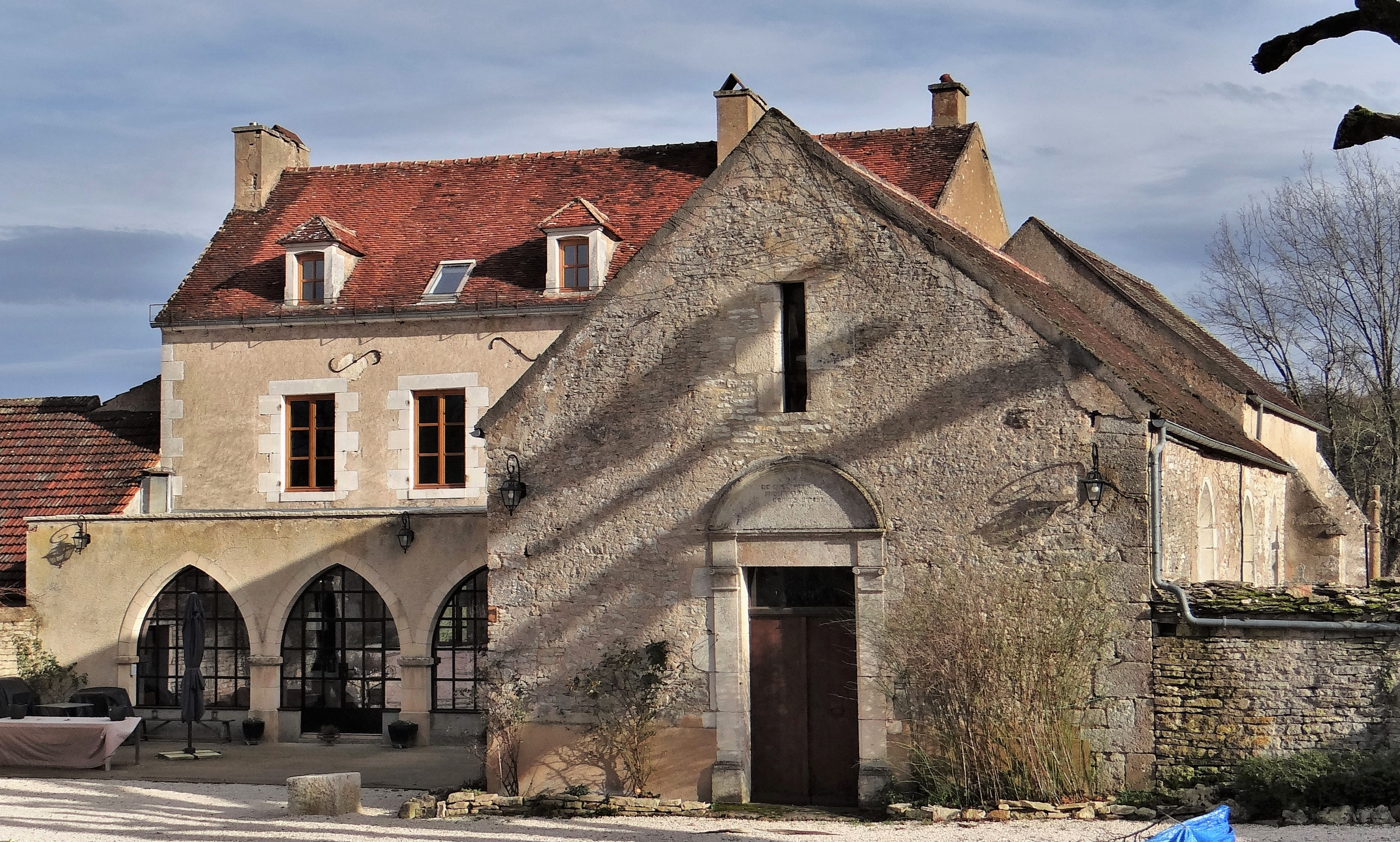
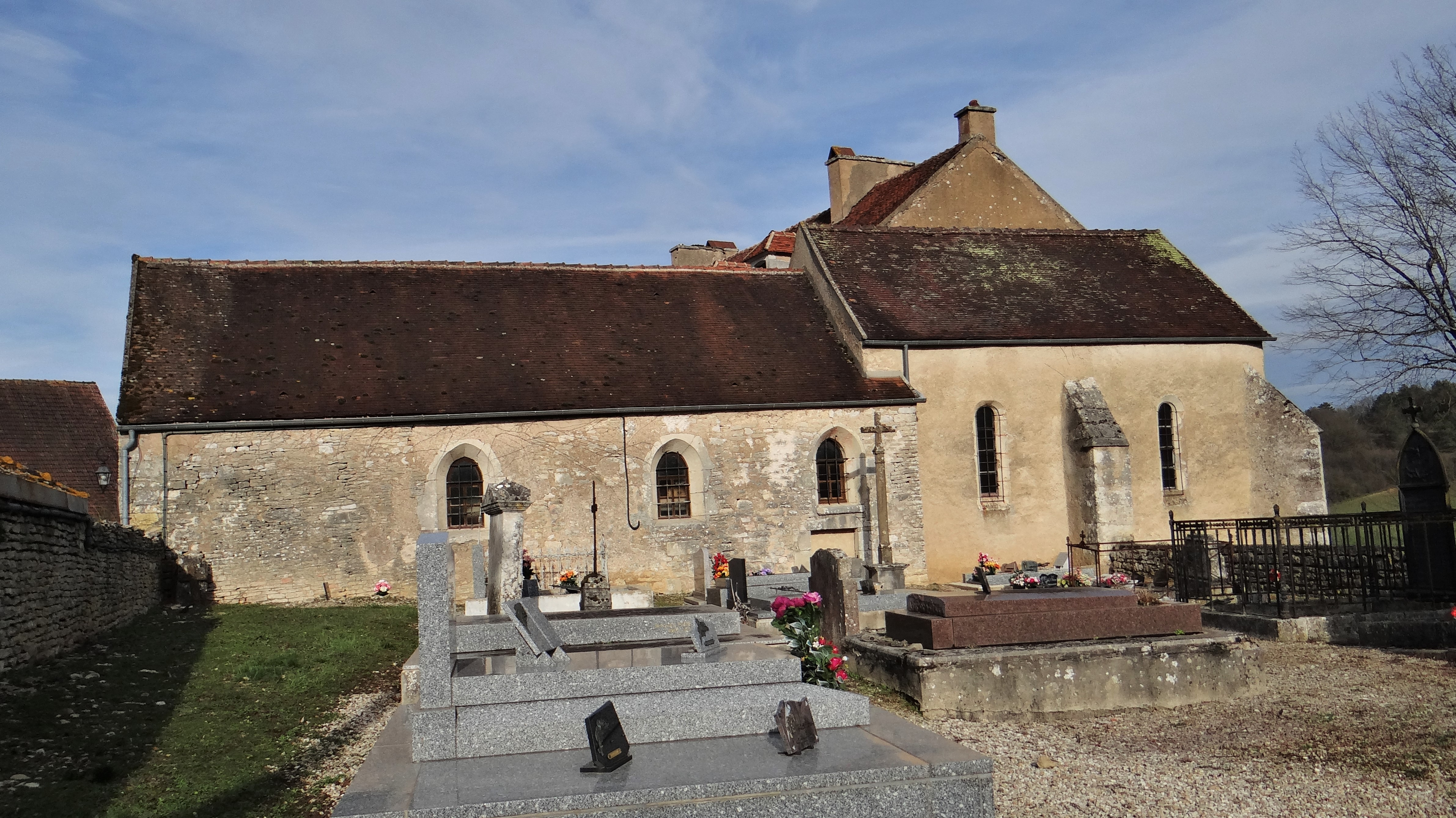
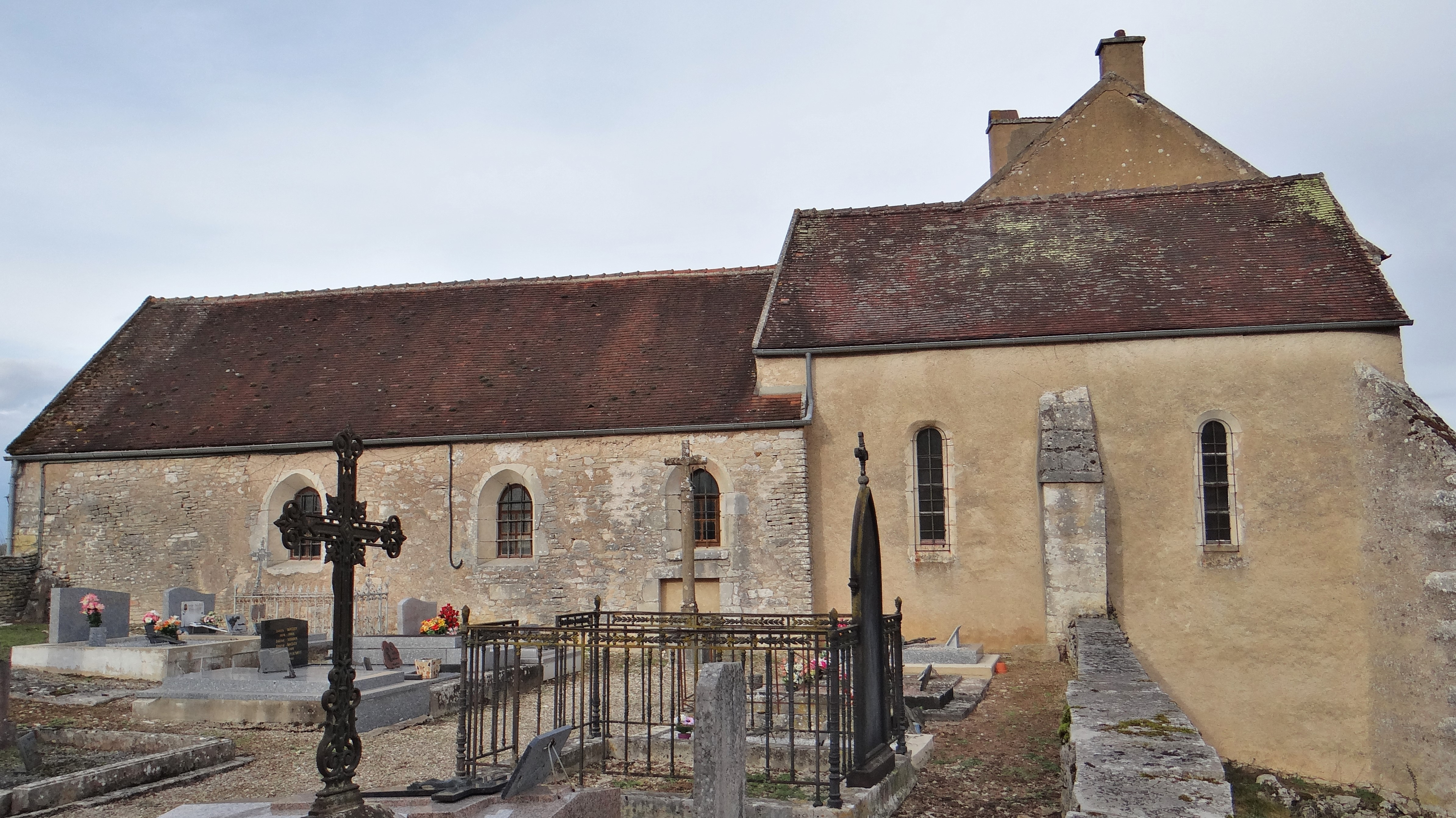
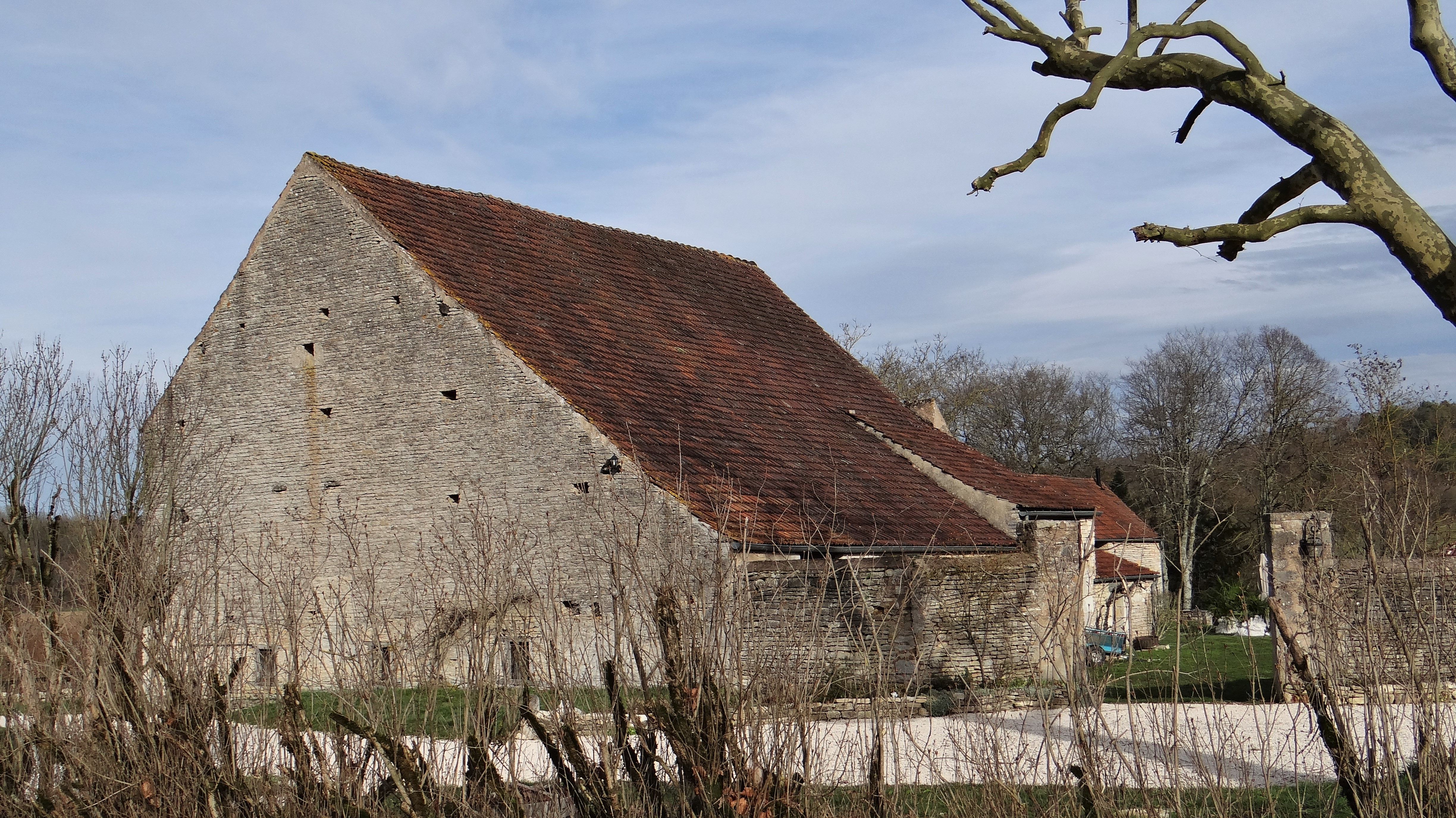